# Norséthite
La norséthite est un minéral de la famille des carbonates qui fait partie du groupe de la dolomite. Il a été nommé en  1959 par Mary Emma Mrose, E.C.T. Chao, Joseph James Fahey et Charles Milton en honneur de Keith Norseth, géologue à la mine Westvaco dans le Wyoming. Il est iso-structurel avec l'ankérite, la dolomite, la kutnohorite et la minrecordite.

## Caractéristiques
La norséthite est un carbonate de formule chimique BaMg(CO3)2. Il cristallise dans le système trigonal. Sa dureté sur l'échelle de Mohs est de 3,5.

## Formations et gisements
On la trouve comme minerai autogénique dans la formation de la Green River dans le Wyoming.